# Chlorophorus dimidiatus
Chlorophorus dimidiatus là một loài bọ cánh cứng trong họ Cerambycidae.